# Baissey
Baissey ist eine französische Gemeinde mit 172 Einwohnern (Stand 1. Januar 2022) im Département Haute-Marne in der Region Grand Est. Sie gehört zum Kanton Villegusien-le-Lac und zum Arrondissement Langres. 

## Geografie
Die Gemeinde Baissey liegt am Oberlauf der Vingeanne, 14 Kilometer südlich von Langres. Sie ist umgeben von folgenden Nachbargemeinden:
| Aprey              | Flagey, Orcevaux                            | Verseilles-le-Bas  |
| Villiers-lès-Aprey | Kompassrose, die auf Nachbargemeinden zeigt | Villegusien-le-Lac |
| Leuchey            | Saint-Broingt-les-Fosses                    |                    |

## Bevölkerungsentwicklung
| Jahr                      | 1962 | 1968 | 1975 | 1982 | 1990 | 1999 | 2008 | 2018 |
| ------------------------- | ---- | ---- | ---- | ---- | ---- | ---- | ---- | ---- |
| Einwohner                 | 237  | 212  | 278  | 275  | 227  | 200  | 206  | 188  |
| Quelle: Cassini und INSEE |      |      |      |      |      |      |      |      |

## Sehenswürdigkeiten

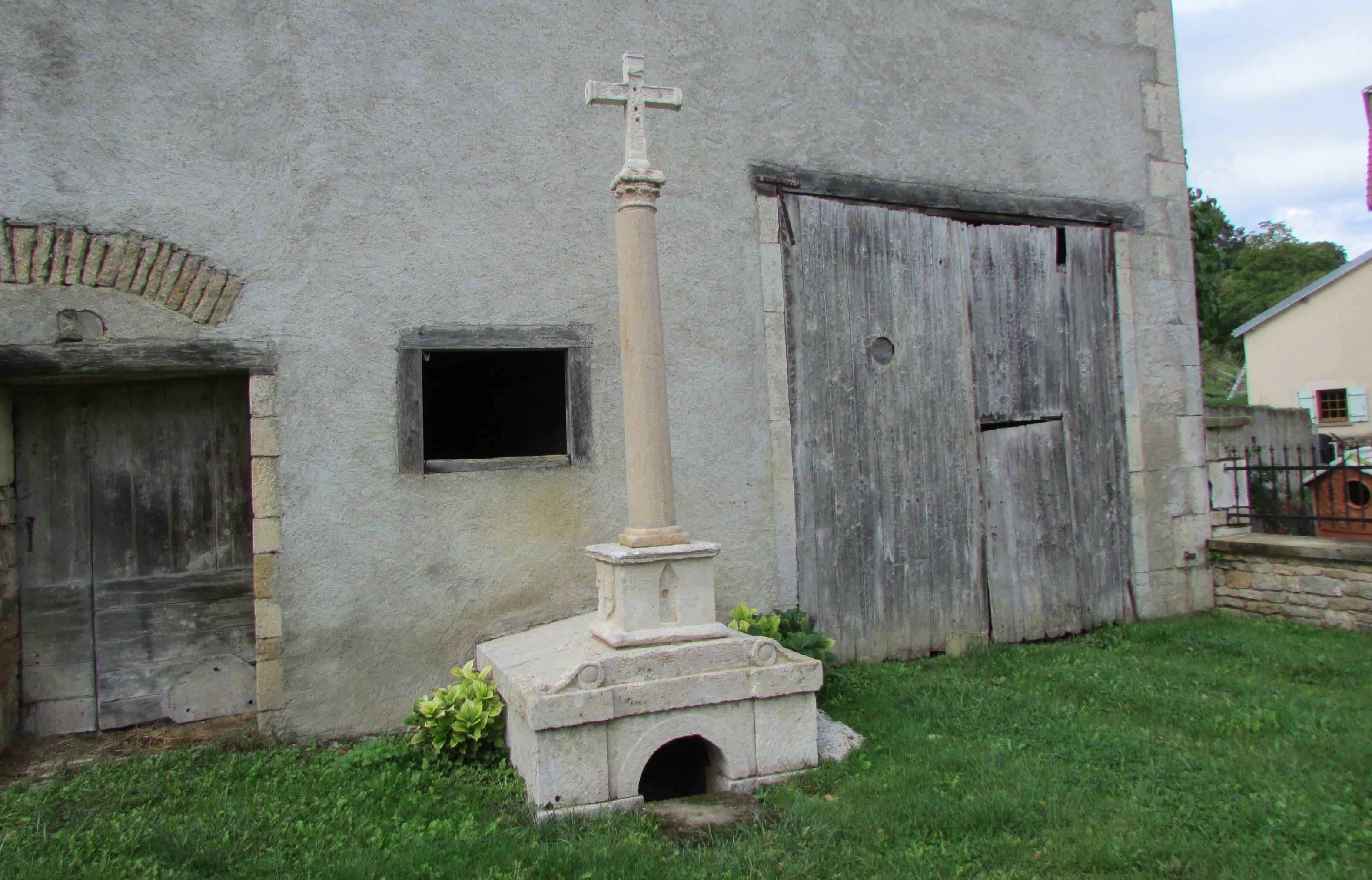
Croix de Baissey, Flurkreuz, Monument historique seit 1927
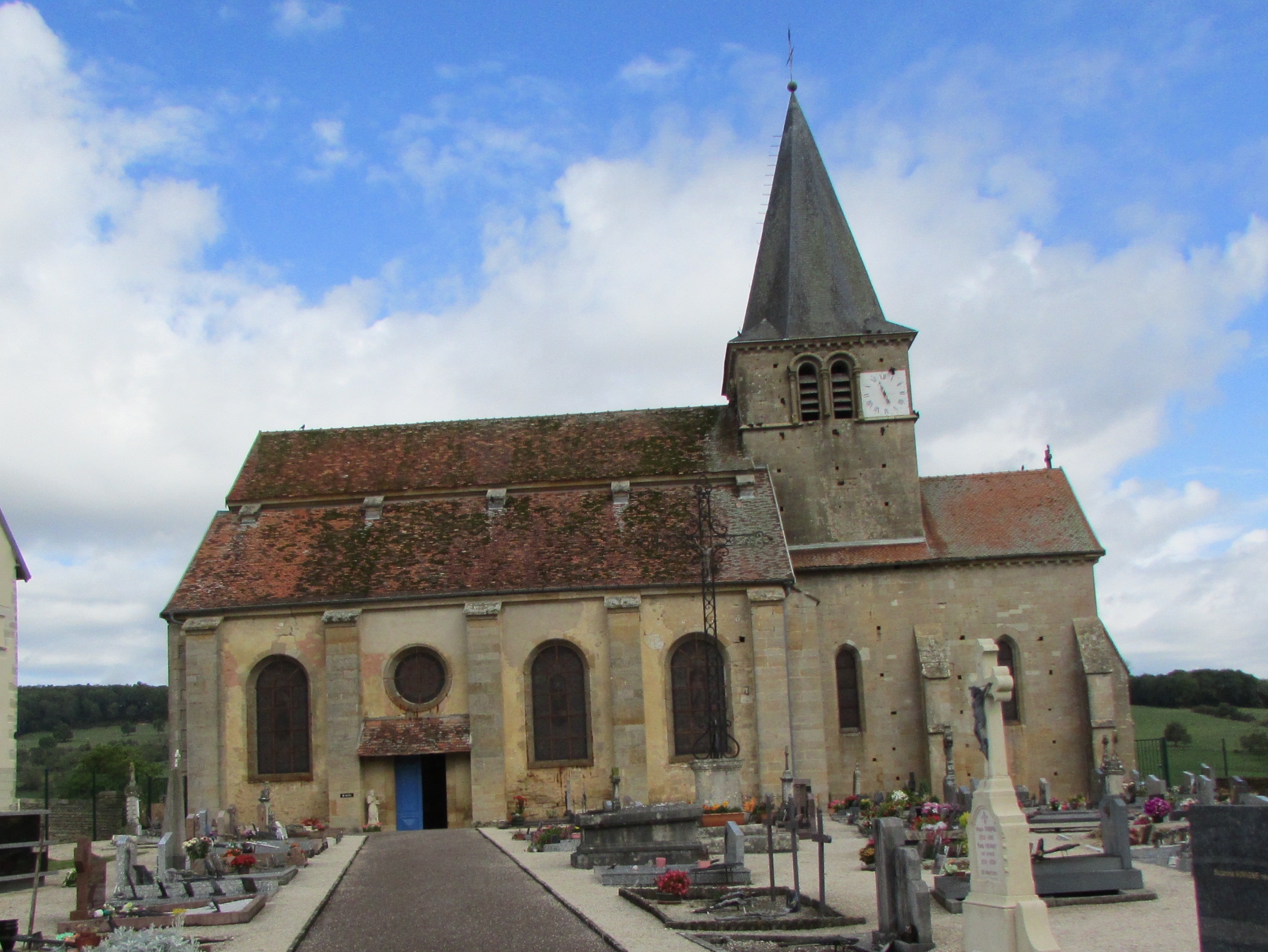
Kirche Saint-Pierre-ès-Liens, Monument historique seit 1996